# 囲碁アマチュア竜星戦
囲碁アマチュア竜星戦（世界アマ日本代表決定戦）（いごアマチュアりゅうせいせん せかいアマにほんだいひょうけっていせん）は、囲碁のアマチュア棋戦。
2002年に全国ケーブルテレビ局選抜囲碁選手権大会として開始。2012年より囲碁アマチュア竜星戦に改名。2019年より、囲碁・将棋チャンネル杯世界アマ日本代表決定戦を合併し現名称となる。合併後の第18回以降は都道府県大会のほか、インターネット上での予選により全国大会出場者を決定し、全国大会優勝者は世界アマチュア囲碁選手権戦への出場権を、ベスト4以上はプロの竜星戦予選への出場権を、それぞれ得る。
- 主催 囲碁・将棋チャンネル、日本棋院、各ケーブルテレビ局、スカパー!
- 共催 パンダネット
- 後援 関西棋院

また、2013年からは各ケーブルテレビで行なっていた子供大会を囲碁ジュニア竜星戦に改称して実施している。

## 方式
下記3予選の通過者および前回までの同大会成績優秀者（最大64名）により、11月下旬に全国大会を行う。全国大会決勝の様子は囲碁・将棋チャンネルにて放送される。
- 都道府県大会（6月上旬～10月下旬）

各大会の優勝者47名が全国大会進出。
- ケーブルテレビ局選抜囲碁選手権大会（6月下旬〜11月上旬）

11月上旬にインターネットで行われる本戦の勝ち上がり者4名が全国大会進出。
- スカパー！杯ネット囲碁選手権大会（6月〜7月）

日本棋院ネット対局「幽玄の間」にて行われる本戦のベスト4が全国大会進出。
合併初年度の2019年（第18回）は、前回の「囲碁アマチュア竜星戦」上位2名に加え、「世界アマ日本代表決定戦」の過去10年間の優勝者（最大7名）も全国大会に出場する。
なお、合併以前の「囲碁アマチュア竜星戦」においては、最新年度の「世界アマ日本代表決定戦」全国大会における上位2名が出場していた。

## 過去の優勝者と決勝戦
左が優勝者。
1. 2002年 大沢伸一郎
2. 2003年 石川展行
3. 2004年 日高雅博
4. 2005年 岩井理直
5. 2006年 永代和盛
6. 2007年 金井洋龍
7. 2008年 趙錫彬
8. 2009年 伊達昌希
9. 2010年 伊達昌希
10. 2011年 趙錫彬
11. 2012年 洪奭義 - 小野慎吾
12. 2013年 洪奭義 - 趙錫彬
13. 2014年 洪奭義 - 小野慎吾
14. 2015年 小野慎吾 - 坊屋鋪和拓
15. 2016年 諸留康博 - 土棟喜行
16. 2017年 諸留康博 - 柳田朋哉
17. 2018年 諸留康博 - 小野慎吾
18. 2019年 森川舜弐 - 大関稔
19. 2020年 新型コロナウイルス感染拡大により中止[4]
20. 2021年 同上[5]
21. 2022年 同上[6]